# 宮井勝成
宮井 勝成（みやい かつなり、1926年4月14日 - 2020年8月7日）は、学生野球の指導者、元野球選手。中央大学硬式野球部総監督を務めた。元中央大学硬式野球部監督、元早稲田実業学校硬式野球部監督。
監督として高校野球（甲子園）と大学野球（神宮）の両方で全国制覇を果した。王貞治の高校時代の監督。

## 来歴・人物
東京府（現・東京都杉並区）生まれ。早稲田実業時代の1941年、第18回選抜中等学校野球大会で甲子園に出場。1944年に予科練入り。戦後になり中央大学に進学。早実時代は内外野、中大時代は外野手や捕手で主将も務めた。
その後、新日本証券に勤務したが体を壊し2年で退職。実家の寿司屋を営みながら、1954年に恩師・久保田高行監督の誘いで母校・早実コーチに就任。後に体罰問題もあって久保田に代わり、1955年に監督に就任。1957年第29回選抜高等学校野球大会にて王貞治投手を擁して甲子園大会初優勝。戦後はじめてセンバツ優勝旗が箱根の山を渡った。
1959年春季に不祥事から出場停止となり、東都大学野球二部リーグ落ちしていた母校の中大監督に、同年秋季から就任。就任後の1960年代から70年代を通じて中大は強く、駒澤大などと常に東都大学野球の覇を競い、のみならず六大学野球加盟校などを例年のごとく打ち破り、全国の覇を競った。この間、東都大学リーグ優勝22回、全日本大学野球選手権大会優勝3度、明治神宮野球大会優勝1度を記録。35年もの間 中大の監督を務め、1994年に総監督に就任した。
娘・芙美子は、中大野球部の教え子かつ巨人V9戦士・末次利光の妻。
2019年9月には、この年限りでプロ生活から引退を決めていた中大出身の阿部慎之助の試合を、同野球部監督の清水達也とともに観戦する姿を見せていたが、2020年8月7日午前2時23分、肺がんのため、東京都三鷹市の病院で死去。94歳没。

## キャリア・経歴
- 選抜高等学校野球大会優勝監督
- 全日本大学野球選手権大会優勝監督
- 明治神宮野球大会優勝監督
- 第2回日米大学野球選手権大会日本代表監督
- 第8回日米大学野球選手権大会日本代表監督
- 全日本大学野球連盟専務理事
- 日本学生野球協会評議員
- 早稲田実業学校硬式野球部OB会会長

## 中大硬式野球部での教え子
| - 本田威志－中日 - 武上四郎－ヤクルト、監督 - 末次利光－巨人 - 川島勝司－アトランタ五輪日本代表監督 - 日野茂－中日、西鉄 - 高橋善正－東映、巨人、中大監督 - 中塚政幸－大洋 - 高畠導宏－南海 - 宮本幸信－阪急、広島 - 水沼四郎－広島、中日 - 三宅昇－阪急 - 皆川康夫－東映、広島 - 長井繁夫－ヤクルト - 萩原康弘－巨人、広島 - 末永正昭－阪神 - 杉田久雄－東映、南海、広島 - 宇田東植－東映・日本ハム、韓国・ヘテ - 石渡茂－近鉄、巨人 | - 榊原良行－阪神、日本ハム - 藤波行雄－中日 - 佐野仙好－阪神 - 行澤久隆－日本ハム、西武 - 田村政雄－大洋、南海 - 福田功－中日 - 岡村隆則－西武 - 秋田秀幸－中日、中大監督 - 今井譲二－広島 - 君波隆祥－ヤクルト - 小川淳司－ヤクルト、日本ハム、ヤクルト監督 - 香坂英典－巨人 - 熊野輝光－阪急、巨人 - 高木豊－大洋、日本ハム - 尾上旭－中日、近鉄 - 米村明－中日 - 岡部明一－ロッテ - 清水達也－河合楽器、中央大監督 | - 笘篠賢治－ヤクルト、広島 - 川端一彰－大洋 - 佐藤友昭－プリンスホテル、享栄高監督 - 中山雅行－ロッテ、米独立リーグ - 本田英志－プロ野球審判員 - 堀田一郎－巨人 総監督時代 - 花田真人－ヤクルト - 阿部慎之助－巨人 - 橋本義隆－日本ハム、ヤクルト - 亀井義行－巨人 - 会田有志－巨人 - 新田玄気－ヤクルト - 井坂亮平－楽天 - 福元淳史－巨人 - 村田和哉－日本ハム |

## 早実硬式野球部での教え子
- 王貞治－巨人
- 徳武定祐－国鉄、中日
- 醍醐猛夫－ロッテ
- 相沢邦昭－東映
- 河原田明ー東映

## 著書
- 『軟式野球 はじめて野球を志す人のために』（日本文芸社：1980年6月）

## 関連図書
- 『高校野球 甲子園優勝物語』（ベースボール・マガジン社）
- 『岩にツメを立てて登れ-野球界の名将に学ぶ 新スパルタ育成法-』（日本文芸社）
- 『早実野球部 栄光の軌跡』（ベースボール・マガジン社）